# 파티션 테이블
파티션은 디스크 드라이브의 고정된 크기의 일부분으로, 운영 체제는 파티션을 단위로 하여 디스크를 처리한다. 파티션 테이블은 디스크의 파티션을 설명하는 자료 구조이다. 파티션 테이블 및 파티션 맵이라는 용어는 IBM PC 호환 장치 MBR (Master Boot Record)의 MBR 파티션 테이블을 가리키는 경우가 흔하나, 다른 디스크 드라이브 파티션 방식을 두고 부를 때도 있다. 예를 들면 GPT (GUID Partition Table), APM (Apple partition map), 또는 BSD 디스크 레이블과 같은 방식이 있다. 
파티션은 생성, 크기 조정 또는 삭제할 수 있다. 이를 디스크 파티셔닝이라고한다. 일반적으로 운영 체제 설치 중에 수행되지만 운영 체제를 설치 한 후에도 파티션을 변경할 수 있다.

## 같이 보기
- 볼륨
- 디스크 포맷
- 파일 시스템
- 디스크 파티션
- 마스터 부트 레코드
- GUID 파티션 테이블 (GPT)
- 애플 파티션 맵 (APM)
- 리지드 디스크 블록 (RDB)
- BSD 디스크라벨